# SM U-13
SM U-13 – niemiecki okręt podwodny typu U-13 zbudowany w Kaiserliche Werft, Gdańsk w latach 1909-1912. Wodowany 16 grudnia 1910 roku, wszedł do służby w Cesarskiej Marynarce Wojennej 25 kwietnia 1912 roku, a jego dowódcą został kapitan Hans Artur Graf von Schweinitz und Krain. U-13 w czasie jednego patrolu nie zatopił żadnego statku nieprzyjaciela. 1 sierpnia 1914 roku został przydzielony do II Flotylli.
W czasie pierwszego bojowego patrolu w okolicach wyspy Heligoland wpadł na minę. Zginęli wszyscy członkowie załogi.